# Haquinus Nicolai Hierstadius
Haquinus Nicolai Hierstadius, född i Järstads församling, Östergötlands län, död 9 december 1686 i Västra Tollstads församling, Östergötlands län, var en svensk präst.

## Biografi
Haquinus Nicolai Hierstadius föddes i Järstads socken. Han var son till bonden Nils. Hierstadius blev 1659 student vid Uppsala universitet och prästvigdes 10 april 1663. Han blev 1663 komminister i Stora Åby församling och 1670 adjunkt i Västra Tollstads församling. Hierstadius blev kyrkoherde i församlingen 30 januari 1676 och tillträdde 1677. Han avled 1686 i Västra Tollstads församling.

### Familj
Hierstadius gifte sig med Elisabet Samuelsdotter. Hon var dotter till kyrkoherden Samuel Johannis och Ingiärd Christoffersdotter i Västra Tollstads församling. De fick tillsammans barnen kyrkoherden Samuel Hierstadius (1671–1736) i Västra Tollstads församling, bankokommissarien Nicolaus Hjerstedt (1674–1748), borgmästaren Petrus Hjertstedt (1682–1760) i Vimmerby, Sara Hjertstedt, som var gift med handlanden Leonard Cassel i Eksjö, och Maria Hjertstedt (död 1753), som var gift med handlanden Peter Cassel i Eksjö. Efter Hierstadius död gifte Elisabet Samuelsdotter om sig med kyrkoherden Johannes Algier i Frödinge socken.